# 说给孩子
说给孩子（英语：To Children）是凤凰网旗下凤凰视频制作的公益类节目，是以孩子、父母为述说对象的特别策划节目。节目的嘉宾通常都是知名的公众人士，主要内容为嘉宾说给孩子的话。2013年1月6日－1月10日播出第一季，第二季于2013年6月播出，第三季于2013年8月29日至9月18日播出。全三季共播出27集。

## 节目导语
|  | 我们说过许多话，却经常不敢审视真假。说给孩子，需要真话。因为，一句真话能比整个世界的分量还重。唯有唤醒真实，我们才能拥有未来。 |

## 每期嘉宾
（以凤凰视频每期播出顺序为准）

### 第一季
- 梁继璋
- 李静
- 李承鹏
- 刘墉
- 金星
- 谢启大
- 桂其玲
- 李银河
- 陈数
- 卢柱锋

### 第二季
- 索达吉堪布
- 于丹
- 赖声川
- 梁静
- 朱清时
- 黄西
- 鞠萍
- 施明德
- 张兴文
- 王培培

### 第三季
- 杨扬
- 闫妮
- 王潮歌
- 高金素梅
- 赵小兰
- 王南希
- 肖琳

## 凤凰卫视播出情况
2014年7月5日至2014年9月27日，《说给孩子》在凤凰卫视中文台、欧洲台、美洲台、澳洲版播放，以《说给2014之说给孩子》的名义播放，接档《健康好滋味》共播出26期，这也是凤凰视频原创节目首次在凤凰卫视播放，创全媒体深度整合第一例。
在凤凰卫视中文台、欧洲台、美洲台、澳洲版的播出时间如下：
- 凤凰卫视中文台：香港时间星期六、星期日12:15-12:30、星期六18:10-18:25、星期日17:45-18:00、次星期六、星期日07:45-08:00。
- 凤凰卫视欧洲台：格林威治时间星期一20:30-20:45、星期六11:00-11:15、星期日19:30-20:00。
- 凤凰卫视美洲台：美国西岸时间星期一11:35-11:50、22:25-22:40、星期五20:45-21:00、星期六17:45-18:00。
- 凤凰卫视澳洲版：悉尼时间星期二05:30-05:45、13:50-14:05、星期六20:00-20:15。